# Baldonnel
Baldonnel är en ort i Kanada.   Den ligger i provinsen British Columbia, i den centrala delen av landet, 3 300 km väster om huvudstaden Ottawa. Baldonnel ligger 646 meter över havet och antalet invånare är 142.
Terrängen runt Baldonnel är kuperad söderut, men norrut är den platt. Närmaste större samhälle är Fort St. John, 11,7 km nordväst om Baldonnel. 
Trakten runt Baldonnel består till största delen av jordbruksmark. Runt Baldonnel är det ganska glesbefolkat, med 27 invånare per kvadratkilometer.